# Flora de Filipinas
Flora de Filipinas (abreviado Fl. Filip.) es un libro con ilustraciones y descripciones botánicas que fue escrito por el eclesiástico y botánico español; Francisco Manuel Blanco y publicado en Manila en el año 1837 con el nombre de Flora de Filipinas: Según el sistema sexual de Linneo.